# مرکز امهرست (ماساچوست)
مرکز امهرست، ماساچوست (به انگلیسی: Amherst Center, Massachusetts) یک منطقهٔ مسکونی در ایالات متحده آمریکا است که در ماساچوست واقع شده‌است.

## خصوصیات
مرکز امهرست ۱۲٫۷ کیلومترمربع مساحت و ۱۷٬۰۵۰ نفر جمعیت دارد و ۹۴ متر بالاتر از سطح دریا واقع شده‌است.